# توزيع موسيقي

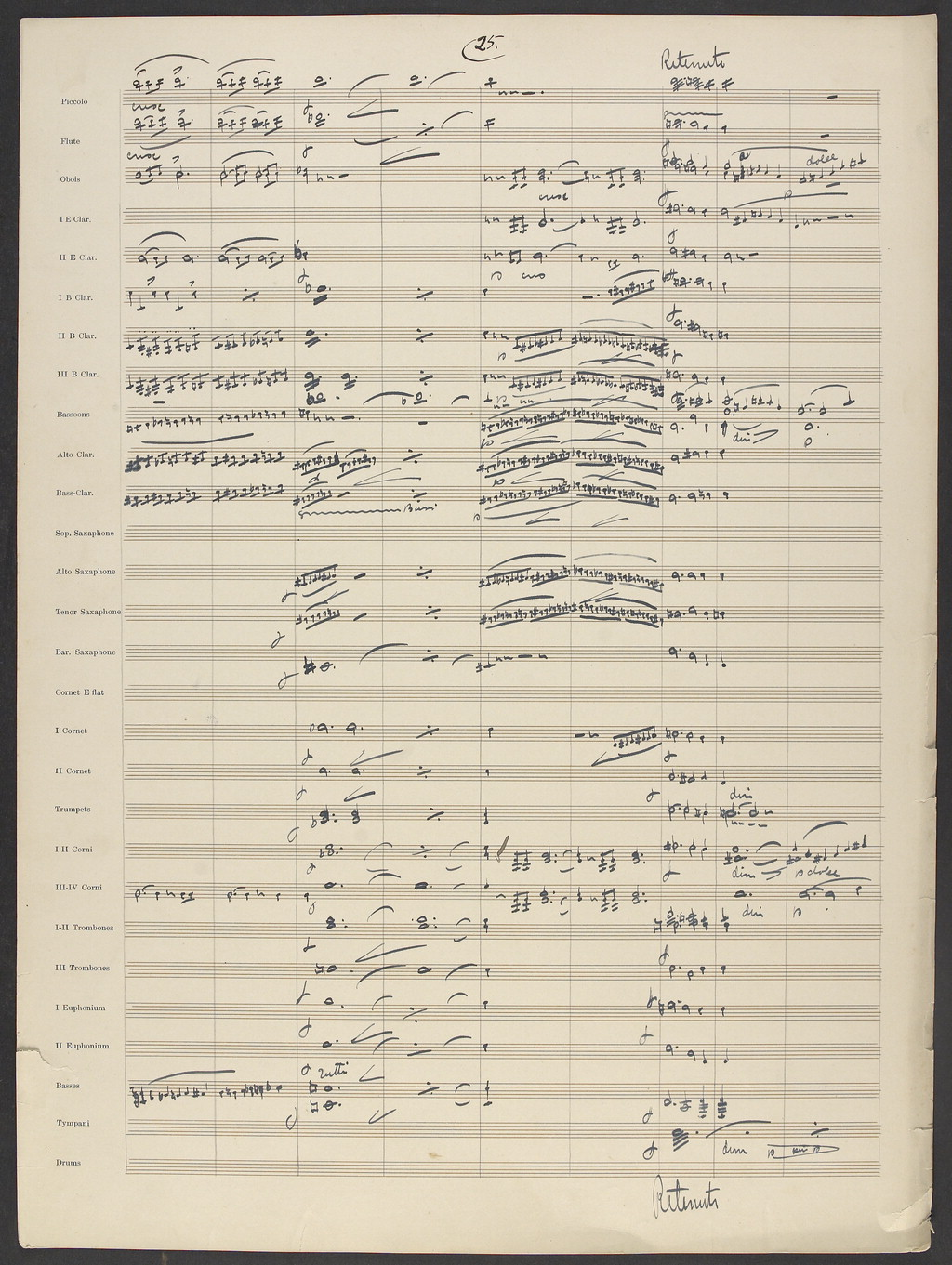

التوزيع الموسيقي أو المُهايأة الموسيقية في أبسط صوره هو عملية توظيف الألات الموسيقية المتنوعة في الجمل اللحنية المختلفة. ومهمة الموزع الموسيقي تكمن في تدوين اللحن، واختيار وتحديد السرعة والإيقاع والجو الموسيقي العام للأغنية، وتوظيف الآلات الموسيقة لكي تخدم الجمل اللحنية. ويقوم الموزع باختيار العازفين وتنفيذ الأغنية في الاستوديو والإشراف على خطوات التنفيذ من البداية حتى النهاية.
ويسمى أيضا بالموسيقار في مجال صناعة السينما خاصة موسيقى الأفلام.

## خطوات تنفيذ التوزيع الموسيقي للأغنية
1. يستمع الموزع إلى «الجايد» وهو مايسمي باوديو صوتي ويكوّن تصوراً للجو العام للأغنية قبل التنفيذ.
2. يقوم الموزع بعمل تجربة ويسجل الأغنية بشكل مبسط يعطي تصور واضح لشكل الأغنية النهائي، وسرعتها وطبقة صوت الفنان وتجهيز الآلات المستخدمة لبدء التوزيع.
3. يختار الموزع العازفين المطلوبين لتنفيذ الأغنية، ويقوم بإعطائهم اللحن وعمل البروفات وتسجيل الآلات بشكل منفصل، فمثلا يقوم بتسجيل الوتريات (الكمنجات) والبيانو والخلفيات الموسيقية على حده، والصولوهات (العزف المنفرد للآلات الذي يكون بين مقاطع الغناء) وهذا مايسمى «بالفواصل الموسيقية» كصولو العود أو القانون أو الجيتار. أو الكمان أو آلات النفخ مثل الناي أو الكولة أو الفلوت.
4. في الغالب ترتكز هذه المرحلة على مهندس الصوت، حيث يقوم مهندس الصوت بعمل (ميكساج) مبدئي للأغنية (دمج المسارات الموسيقية وموازنة أصوات الآلات مع الايقاعات والكورال) وفيها يتم تركيب الايقاعات وبعد تركيب الإيقاعات يأتي تركيب الكورال.
5. المرحلة ما قبل الأخيرة وهي تركيب صوت المطرب على الأغنية، حيث تؤخذ على عدة (تراكات/أقسام) أي ليس مرة واحدة، فربما يغني الفنان كل مقطع في وقت مختلف على حسب حالته النفسية والمزاجية ووضع صوته ومدى "السلطنة".
6. أما المرحلة الأخيرة فهي عمل (الديجيتال ماستر) أو (الماستر النهائي) وهذه المرحلة يقوم بها مهندس الصوت بعمل دمج وموازنة نهائية للمسارات الصوتية (التراكات-Tracks) بعد اكتمال الأغنية، ويقوم بعمل ترتيب الأغاني وبعمل تنقية للصوت، وإضافة المؤثرات على الأغنية، ثم تقوم شركة الإنتاج بنسخها على CD أو غيرها من وسائل التسجيل حيث يتم انزالها في السوق وتوزيعها على الإذاعات.

ويختلف التوزيع الموسيقي على اختلاف نوع الموسيقى، حيث أن هناك أنماطا موسيقية كثيرة مثل (الجاز - البوب- الهاوس- الريجاتون- المقسوم- الروك-وهكذا....)

## برامج موسيقية مستخدمة.
- Logic Pro
- ACID Pro
- Cubase
- FL Studio
- Pro Tools
- sibelius
- Guiter pro5 tapletor
- e.j.
- Adobe Audition
- Sony Sound Forge
- reason

## وصلات خارجية
- برنامج لوجيك برو علي موقع شركة أبل
- برنامج أسيد برو علي موقع شركة سوني
- برنامج كيوبيز النسخة الرابعة علي موقع شركة ستنبرج